# Lindernia procumbens
Lindernie couchée, Lindernie pyxidaire, Lindernie rampante, Lindernie des marais
Espèce
Statut de conservation UICN

LC : Préoccupation mineure
Lindernia procumbens, la Lindernie couchée, Lindernie pyxidaire, Lindernie rampante ou Lindernie des marais, est une espèce de plantes à fleurs annuelles de la famille des Linderniaceae, répandue en Eurasie et en Océanie, où elle pousse dans les milieux humides.

## Description

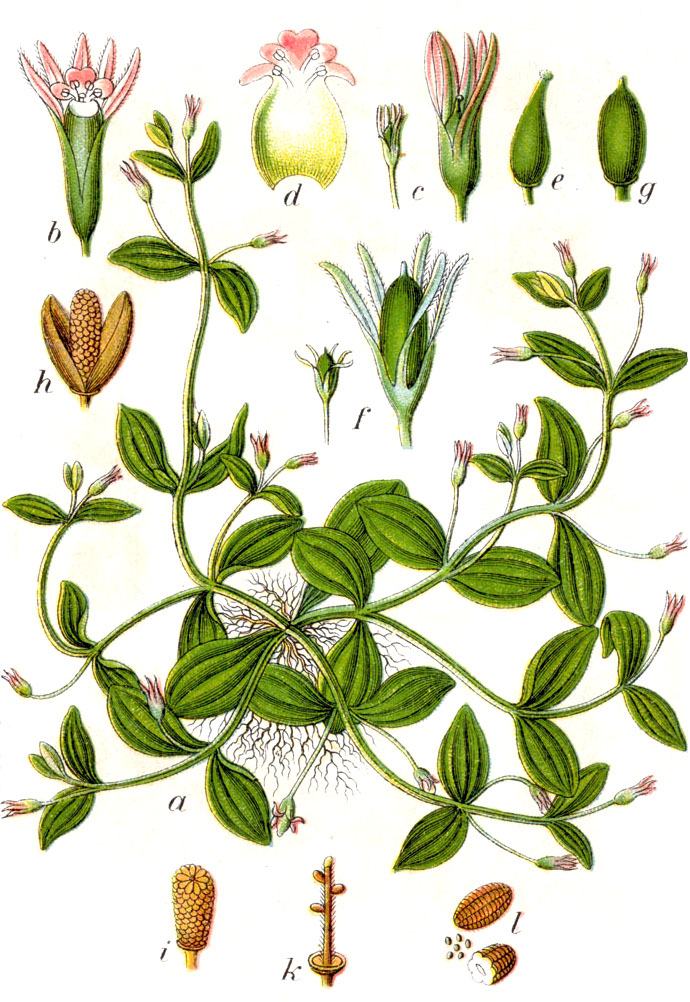
Illustration botanique, tirée de Deutschlands Flora in Abbildungen.

### Appareil végétatif

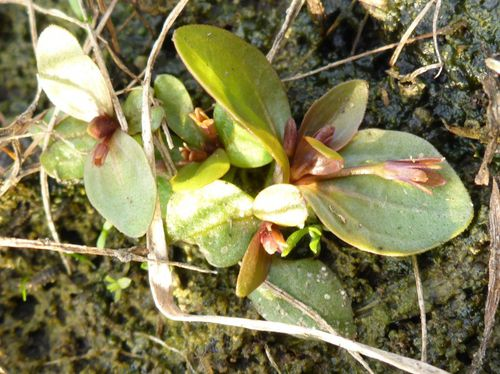
Jeune pousse.

C'est une petite plante annuelle, glabre, à croissance diffuse, haute de 5 à 25 cm, à tiges plus ou moins étalées, quadrangulaires et feuillées. Ses feuilles sont opposées, généralement entières, ovales, à trois à cinq nervures principales.

### Appareil reproducteur

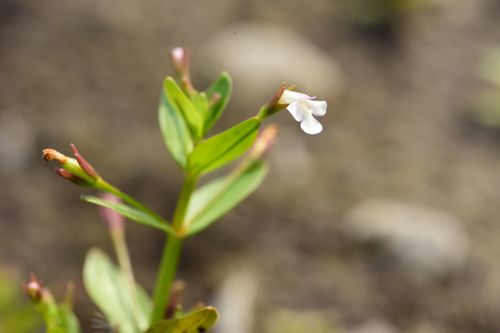
Fleurs.

Les fleurs sont axillaires, longuement pédicellées, discrètes. Les cinq pétales rosâtres forment une corolle à deux lèvres très inégales, la supérieure petite, bilobée, l'inférieure plus grande et trilobée. Il y a quatre étamines fertiles. Le fruit est une capsule ovoïde, pratiquement de la longueur du calice, à deux loges et s'ouvrant par deux valves. La floraison a lieu de juin à septembre.

### Confusions possibles
La Lindernie couchée peut être confondue avec Lindernia dubia, une espèce originaire des Amériques et introduite en Europe et en Asie, qui s'en distingue par des pédicelles floraux plus courts, une corolle plus grande, et deux étamines fertiles associées à deux staminodes (étamines stériles).

## Répartition
L'espèce est largement répandue en Eurasie et se rencontre jusqu'en Australie,. Elle est absente des îles britanniques et du nord de l'Europe, de la Mongolie et de la Chine intérieure, du nord-est de l'Asie.

## Habitat et écologie

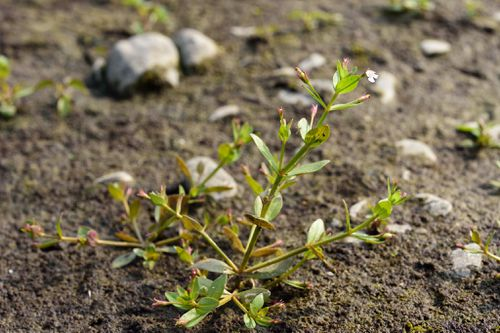
Plante entière dans son habitat.

C'est une plante thérophyte, parfois cléistogame, et parfois donc autoféconde. Elle pousse dans les milieux humides, en bordure d'étangs ou de rivières, sur la vase ou les alluvions, jusqu'à 1 200 mètres d'altitude. On la rencontre en particulier dans les groupements d'herbes rases, sur les grèves, de l’Isoetion ou du Nanocyperion. Comme un certain nombre de petites plantes annuelles des mêmes milieux, elle peut parfois former des peuplements denses, mais elle est en général plutôt rare.

## Systématique
L'espèce porte en français les noms vulgaires « Lindernie couchée »,,,, « Lindernie pyxidaire », « Lindernie des marais », « Lindernie rampante ».
Elle a été initialement classée comme la seule espèce du genre Anagalloides, sous le basionyme Anagalloides procumbens, par le botaniste Anton Johann Krocker en 1790. Elle est déplacée en 1965 dans le genre Lindernia par David Philcox, sous le nom correct Lindernia procumbens. Elle a aussi été classée selon les auteurs dans les genres Bonnaya, Gratiola, Ilyogeton, Pyxidaria, Tittmannia, Torenia, Vandellia et Vriesea,,.
Lindernia procumbens a pour synonymes :
- Anagalloides procumbens Krock.
- Bonnaya integrifolia Kostel.
- Ilyogeton nervosum (Hassk.) Hassk.
- Ilysanthes gratioloides Regel
- Lindernia erecta (Benth.) Bonati
- Lindernia gratioloides Poir. ex Steud.
- Lindernia inaperta Thore ex Maxim.
- Lindernia kitaibelii G.Don
- Lindernia nervosa (Hassk.) Koord.
- Lindernia palustris Hartmann
- Lindernia pyxidaria All.
- Pyxidaria nervosa (Hassk.) Kuntze
- Pyxidaria procumbens (Krock.) Borbás
- Tittmannia erecta Benth.
- Torenia erecta Buch.-Ham. ex Wall.
- Torenia quinquenervis Llanos
- Torenia trichotoma Buch.-Ham. ex Wall.
- Vandellia erecta Benth.
- Vandellia nervosa (Hassk.) Benth.
- Vandellia pyxidaria (All.) Maxim.
- Vriesea nervosa Hassk.
- Gratiola inundata Kit. ex Spreng.
- Gratiola ocymifolia Vahl

## Menaces et conservation
Il s'agit en France d'une espèce rare, dont les populations sont faibles et dont les habitats se raréfient ; elle est aussi de petite taille et fugace, elle peut donc passer inaperçue. L'artificialisation des rivières est en partie responsable de la régression de l'espèce. Également, l'espèce exotique L. dubia, qui occupe les mêmes milieux, a tendance à la remplacer voire à l'éliminer. Lindernia procumbens est classée par l'UICN (22 février 2022) en préoccupation mineure au niveau mondial et européen, mais elle est classée « en danger » (EN) sur la Liste rouge de la flore vasculaire de France métropolitaine (2019) ; au niveau régional, elle est « en danger critique d'extinction » (CR) en Auvergne et dans la région Centre-Val-de-Loire, et « en danger » (EN) en Aquitaine, Bourgogne, Franche-Comté, Alsace et Rhône-Alpes. L'espèce est éteinte en Espagne.

## Usages
Cette espèce a des propriétés médicinales d'élimination de la chaleur du foie, de refroidissement du sang, de diminution de l'inflammation et de détumescence. Elle peut être propagée par culture de tissus. Elle est aussi utilisée comme un remède pour la gonorrhée et le jus est donné aux enfants qui font des selles de couleur verte.